# Jen Ledger
Pour les articles homonymes, voir Ledger.

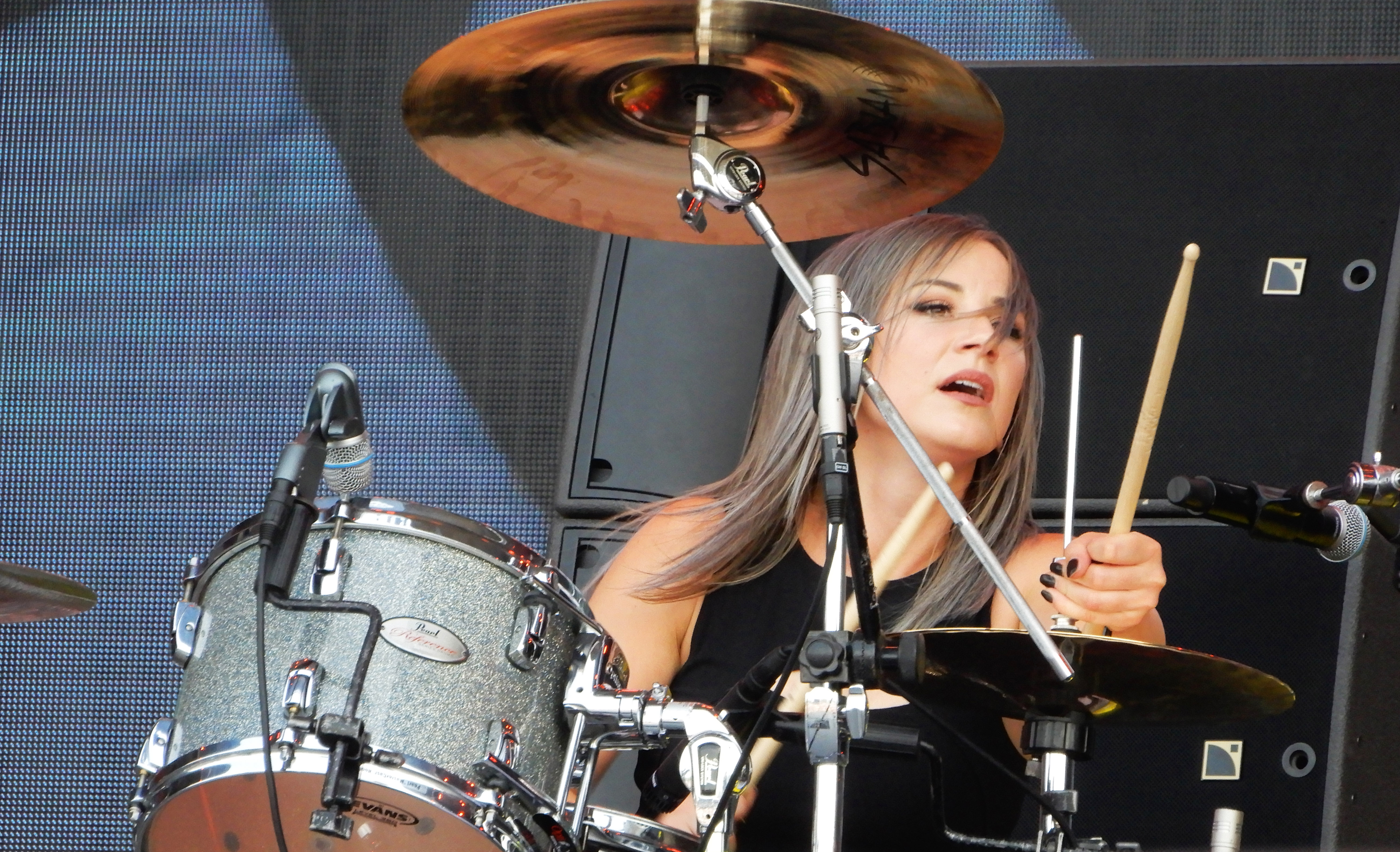
Jen Ledger au Hellfest 2022

Jennifer Carole "Jen" Ledger, née à Coventry le 8 décembre 1989, est une chanteuse et musicienne britannique, naturalisée américaine en 2021. Elle est la batteuse et seconde chanteuse du groupe Skillet depuis 2008.

## Biographie
Jen Ledger est née à Coventry, au Royaume-Uni, la plus jeune de quatre enfants (une sœur Marie et des frères jumeaux Martin et David). Elle a commencé à jouer de la batterie à l'âge de 13 ans, participant à des groupes locaux jusqu'à être finaliste du concours du meilleur batteur du Royaume-Uni en 2006.
Elle part étudier dans le Wisconsin aux États-Unis à 16 ans, profitant d'une bourse pour financer ses études de batteuse à la Living Light School of Worship dans la ville de Kenosha. A cette époque, elle rejoint le groupe The Spark, mais en tant que bassiste.

### Carrière musicale
En décembre 2007, elle se retire du groupe The Spark pour rejoindre le groupe Skillet, qui doit remplacer le départ de sa batteuse Lori Peters.
Elle s'est distinguée d'un certain nombre d'autres batteurs lors d'une audition afin d'obtenir sa place dans le groupe et a été officiellement membre du groupe au Nouvel An 2008.
Sa première tournée avec Skillet est Winter Jam 2008, où le groupe part en tournée aux côtés de MercyMe, BarlowGirl, NewSong et Mandisa jusqu'au 16 mars 2008. Elle a également fait une tournée en tant que batteuse de Skillet sur les Comatose Tour, où elle a chanté un solo vocal dans Yours to Hold. Comatose a été certifié comme Or le 18 novembre 2009.
Ledger est présentée sur le CD 2008 live / DVD, Comatose Comes Alive, le 21 octobre 2008. Sur l'album, sa voix solo du « Comatose Tour » est en vedette. Elle a enregistré son premier album complet avec Skillet, Awake, qui a été publié le 25 août 2009.
En 2012, Ledger a déclaré qu’elle et Korey ont commencé à écrire des chansons pour son projet solo.
Le 15 mars 2018, elle a annoncé, sur les réseaux sociaux, que son premier EP Ledger sortirait le 13 avril. Elle a signé un contrat avec Atlantic Records et Hear it Loud, la maison d’édition lancé par John, Korey Cooper ainsi que leur manager Zachary Kelm Ledger EP a été produit par Korey Cooper et le producteur Seth Mosley.
Ledger a été nommé pour ouvrir la tournée joyUnleashed avec Skillet et For King and Country au printemps 2018. Le 6 avril, elle publie un audio officiel de la chanson "Not Dead Yet" sur YouTube.

## Discographie

### Single
- 2019 : Completely
- 2020 : My Arms